# La dama i el rodamón (pel·lícula de 1955)
|  | Si cerqueu altres usos, vegeu La dama i el rodamón (pel·lícula de 2019). |

La dama i el rodamón (títol original en anglès: Lady and the Tramp) és una pel·lícula estatunidenca d'animació de 1955, el primer llargmetratge de Disney fet en Cinemascope. Va estar nominada al BAFTA a la millor pel·lícula d'animació de 1956. Posteriorment va aparèixer una seqüela: Lady and the Tramp II: Scamp's Adventure (2001), protagonitzada pel fill dels gossos protagonistes.

## Argument
Reina, un cadell cocker spaniel, arriba a la seva llar, per Nadal, com un regal. En passar el temps, es guanya l'afecte dels seus amos, Jaimito i Linda, qui més tard esperaran un nadó. Golf, un gos mestís de carrer, explica a Reina que, amb l'arribada del bebè, els afectes cap a ella per part dels seus amos seran menors, però en arribar el bebè Reina s'adona que no és així, tan sols que les coses són diferents i que ella s'encarregarà de cuidar el nen, també. En una ocasió, Jaimito i Linda han de sortir de casa i ve per tenir cura del nadó la tia Sara, propietària de dos gats siamesos, que li faran la vida impossible a la Reina. Tractarà de posar-li un morrió i la Reina fugirà, refugiant-se amb Golf i aprenent una mica de com veu la vida el gos de carrer, fins a acabar a la gossera per una entremaliadura. En sortir de la gossera, ella desconfia de Golf però recupera la seva confiança quan el gos de carrer mata a una rata que amenaçava la salut del nadó. La tia Sara, escandalitzada, crida a la gossera, els treballadors de la qual s'emporten a Golf, però Jock i Trist el salven. Golf i Reina s'enamoren i es casen, tenint cadells petits molt semblants a Reina i un, molt entremaliat, igual que el pare.

## Repartiment
- Barbara Luddy: la dama
- Larry Roberts: el rodamón
- Bill Thompson: Jock, Joe, Bulldog, Dachsie, policia
- Bill Baucom: Trusty
- George Givot: Tony
- Peggy Lee: Reina, Si, Am, Peg
- Verna Felton: la tieta Sara
- Stan Freberg: el castor
- Alan Reed: Boris
- Thurl Ravenscroft: Al el cocodril
- Dallas McKennon: Toughy, Pedro, Professor, Hyena
- Lee Millar: Jim Dear, gossera